# Sigiswald Kuijken
Sigiswald Kuijken, (né le 16 février 1944 à Dilbeek), est un violoniste, altiste et chef d'orchestre belge. Il a été l'un des pionniers dans la recherche sur la technique de jeu des instruments à cordes de l'époque baroque et classique et a redécouvert la viola da spalla.

## Biographie
Sigiswald Kuijken naît le 16 février 1944 à Dilbeek, près de Bruxelles. Il étudie aux conservatoires de Bruges et Bruxelles dans la classe de Maurice Raskin où il obtient son premier prix de violon en 1964, avec le Concerto de Frank Martin. À l'âge de sept ans, il a son premier contact avec des instruments de la Renaissance par ses frères aînés qui après un stage musical en Allemagne rapportent des vièles (1951). Mais c'est seulement en 1969 qu'il commence à s'orienter vers les instruments anciens. Dès 1964, il remplace Jeanine Rubinlicht, membre de l'ensemble Alarius pour une tournée au Canada et enregistre son premier disque consacré à la musique italienne pour violon du XVIIe siècle, couronné par un Grand prix du disque. L'année suivante il rencontre Gustav Leonhardt à Amsterdam et enregistre son second disque pour Telefunken en 1967, dans un programme lui aussi consacré au violon italien.
Il est professeur de violon baroque au conservatoire royal de La Haye de 1971 à 1996, puis au conservatoire de Bruxelles de 1993 à 2009. En 1972 il fonde avec Gustav Leonhardt l'ensemble baroque « La Petite Bande » (nom trouvé par Leonhardt et inspiré de l'ensemble que dirigeait Lully), avec lequel il enregistre d'innombrables œuvres de grands maîtres allemands, français et italiens des XVIIe et XVIIIe siècles : Muffat (1974), Corelli (1976), Bach, Rameau, Mozart, Boccherini (1979), Haydn (1981) Couperin. Mais l'ensemble joue aussi des œuvres de compositeurs contemporains, tels Henri Pousseur ou Pierre Boulez (Le Marteau sans maître), jusqu'en 1978.
Il a souvent travaillé, dans son répertoire de musique baroque, avec les clavecinistes Gustav Leonhardt et Robert Kohnen. Ses deux frères, Barthold Kuijken (flûte) et Wieland Kuijken (violoncelle et viole de gambe), sont aussi des musiciens de renommée internationale.
En 1986, il fonde le Quatuor Kuijken, composé de François Fernandez au violon, Marleen Thiers à l'alto et Wieland au violoncelle, formation avec laquelle il se consacre au répertoire classique et romantique. Il forme également un duo régulier avec Luc Devos au pianoforte.
Avec ses collègues Marie Leonhardt, Reinhard Goebel à Cologne et Eduard Melkus à Vienne, il a été l'un des premiers grands pédagogues du violon baroque.

## Prix et distinctions
- Docteur honoris causa de la Katholieke Universiteit Leuven, le 2 février 2007.
- Prix de la culture de la Communauté flamande, d'un montant de 20000 euros, en février 2009.